# On My Radio
Albums de Musiq Soulchild
Luvanmusiq
(2007) Onmyradio
(2008)
Onmyradio est le 5e album de Musiq Soulchild. Cet album comprend des collaborations avec Mary J. Blige ainsi que Damian Marley, le fils du légendaire Bob Marley.
Sorti en décembre 2008, cet opus s'est classé #11 US (91 000 copies). Il s'agit du 4e album du chanteur à se classer dans le Top 15 aux États-Unis.
Charts Run USA : *11*-52-59-54-60-61-56-70-74-80-67-75-69-69-69-85-99-120-94-102-104-122-117-151-114-147-167-out-out-200 (29 semaines).
L'album s'est vendu à environ 350 000 exemplaires aux États-Unis.

## Liste des pistes
| N° | Titre        | Durée | Collaborations |
| -- | ------------ | ----- | -------------- |
| 1  | Backagain    | 4:06  |                |
| 2  | Until        | 3:30  |                |
| 3  | IfUleave     | 4:12  | Mary J. Blige  |
| 4  | Deserveumore | 3:52  |                |
| 5  | Special      | 3:17  |                |
| 6  | Dearjohn     | 4:31  |                |
| 7  | Loveofmylife | 5:13  |                |
| 8  | Moneyright   | 4:38  |                |
| 9  | Someone      | 4:35  |                |
| 10 | iwannabe     | 4:20  | Damian Marley  |
| 11 | Sobeautiful  | 4:51  |                |
| 12 | Radio        | 3:20  |                |